# Plasmophagus oedogoniorum
Plasmophagus oedogoniorum är en svampart som beskrevs av De Wild. 1895. Plasmophagus oedogoniorum ingår i släktet Plasmophagus, ordningen Chytridiales, klassen Chytridiomycetes, divisionen pisksvampar och riket svampar.   Inga underarter finns listade i Catalogue of Life.